# Gustave Lemaire (journaliste)
Pour les articles homonymes, voir Lemaire et Gustave Lemaire.
Gustave Lemaire (1833-1906) est un journaliste et patron de presse belge qui a dirigé le quotidien L'Étoile belge au XIXe siècle. 

## Biographie
Gustave Lemaire a commencé sa carrière à Gand et Anvers. En 1858, il écrit un livre aux éditions Dela Montagne, consacré à la bourse d'Anvers, donnant un aperçu historique sur sa fondation, le premier incendie, la reconstruction de la bourse, la description des fêtes qui eurent lieu dans ce monument, les travaux d'amélioration et d'embellissement, et la "relation complète et authentique de l'incendie du 2 août 185̠8.
En 1863, il est recruté par Alfred Madoux comme secrétaire de la rédaction du quotidien bruxellois L'Étoile belge. Décrit comme un "fin limier", "curieux" et accrocheur, il va s'imposer comme "le premier grand reporter belge" au "sens moderne du mot". 
En 1868, quatre ans après L'affaire De Buck, il écrit un autre livre sur ce scandale de captation d'héritage brandi par les libéraux et découlant de l'animosité entre les partis catholique et libéral, qui avait causé la sortie d'une série de pamphlets. Son livre s'inspire des documents du procès, afin d'y voir clair dans une affaire qui a enflammé les esprits.
Pendant la Bataille de Sedan, tournant de la Guerre de 1870, son directeur Alfred Madoux lui fixe la mission de couvrir la débâcle française. Il participe lors de cette bataille à l'organisation de services d'ambulances pour venir en aide aux blessés, ce qui lui permet de réaliser ses reportages pour le journal . 
Gustave Lemaire bataille aussi en justice pour faire défendre la protection des sources d'information. Il a en particulier demandé la cassation de deux ordonnances rendues le 18 février 1870 par deux des juges d'instruction de l'arrondissement de Bruxelles, qui l'avaient condamné chacune à 100 francs d'amende. 
Gustave Lemaire avait été cité pour faire connaître les noms des personnes de qui L'Étoile belge tenait les renseignements donnés sur « le vol commis au préjudice du changeur Philips et sur le meurtre présumé de Blondine Peeters ». Il a alors refusé de répondre aux interpellations, en donnant pour motif qu'il s'était engagé sur l'honneur à ne pas divulguer les noms de ces personnes. Le pourvoi en cassation de L'Étoile belge n'a pas abouti mais témoigne de la professionnalisation des journalistes belges dans les années 1870, constatée par les historiens.
Il est inhumé au Cimetière de Bruxelles à Evere.